# Main River (Double Mer)
Der Main River ist ein etwa 90 km langer Zufluss der Labradorsee im Osten von Labrador in der kanadischen Provinz Neufundland und Labrador.

## Flusslauf
Das Quellgebiet des Main River liegt 30 km östlich des Nipishish Lake auf einer Höhe von etwa 380 m. Der Main River fließt anfangs 25 km nach Osten. Anschließend wendet er sich nach Süden. Er durchfließt auf den folgenden 15 km mehrere Seen. Bei Flusskilometer 22,5 und 9,7 überwindet der Fluss jeweils einen Wasserfall. Diese gelten jedoch nicht als besonderes Hindernis für Wanderfische. Der Main River mündet schließlich in das westliche Ende der langgestreckten Bucht Double Mer, die nördlich des Lake Melville liegt und sich zur Groswater Bay hin öffnet. Etwa 76 km östlich der Flussmündung befindet sich die Gemeinde Rigolet. Das Einzugsgebiet des Main River umfasst 1425 km². Der untere Flusslauf wird hauptsächlich von Erlen und Weiden gesäumt.

## Flussfauna
Die anadrome Form des Bachsaiblings kommt im Fluss häufig vor. Laut NASCO besitzt das Flusssystem auch einen Bestand an Lachsen, der als „nicht bedroht“ gilt.